# Wijnboerenopstand van 1907

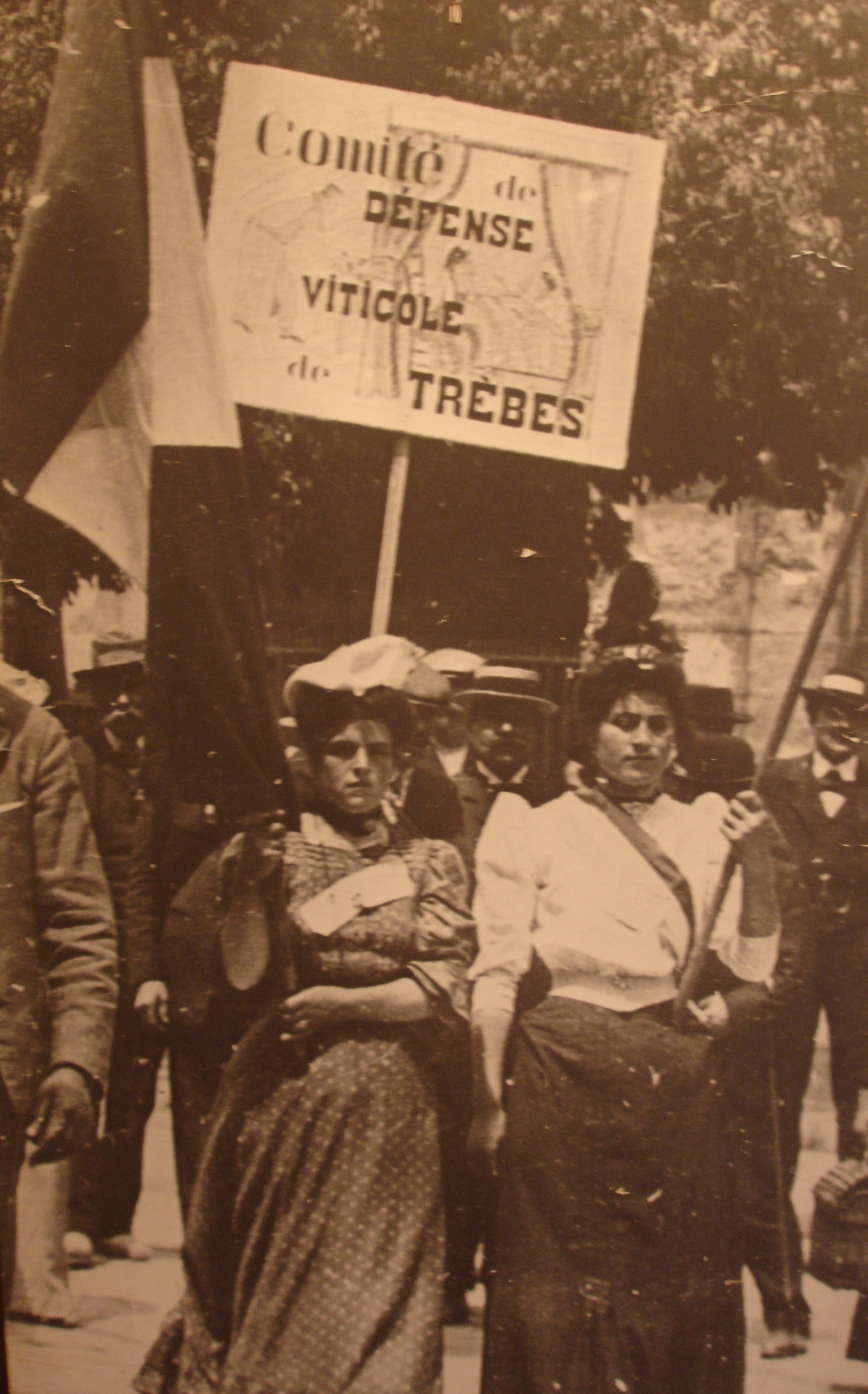
Comité ter verdediging van de wijnbouw uit Trèbes tijdens een protestmars

In 1907 kwamen wijnboeren in de Languedoc in opstand tegen de Franse regering van Clemenceau.

## Verloop
De streek de Languedoc was zeer afhankelijk van wijnbouw. Door een productieoverschot van wijn kwamen de boeren in de problemen. Zij vroegen beschermende maatregelen van de regering.
In het dorp Argeliers startte op 11 maart 1907 een protestmars naar Narbonne. Deze was geïnitieerd door Marcelin Albert en had tot doel om met een parlementaire onderzoekscommissie te praten. In de volgende weken breidden de protestmarsen zich uit over de streek. Op 19 juni werden de leden van het comité van Argeliers gearresteerd. De dag nadien werd een betoging in Narbonne uit elkaar geschoten door de ordetroepen. Op dezelfde dag werd het gebouw van de prefectuur in Perpignan bestormd door betogers.
De Franse regering merkte dat ze niet kon rekenen op de lokale regimenten gelegerd in Béziers, Narbonne en Perpignan. Deze troepen, waarvan sommigen hadden verbroederd met de wijnboeren, werden weggestuurd en vervangen door troepen van buitenaf.
Marcelin Albert reisde op 21 juni per trein naar Parijs om met Clemenceau te onderhandelen. Albert kwam daarna in diskrediet toen bleek dat hij 100 frank had aangenomen om zijn terugreis te betalen.
Uiteindelijk werden eind juni door het Franse parlement een aantal wetten aangenomen tegen de toevoeging van suiker en water aan wijn. De problemen werden hierdoor tijdelijk opgelost.

## In fictie
De kinderboekenschrijfster Anke de Vries schreef in 1988 het boek 'Opstand!'. Dit boek is rondom de bovenstaande gebeurtenissen gesitueerd.